# Vlkov (Hradec Králové)
Vlkov (Hradec Králové) é uma comuna checa localizada na região de Hradec Králové, distrito de Náchod‎.